# Стефан Мутимировић
Стефан Мутимировић (грчки: Στέφανος) је био српски кнежевић, син кнеза Мутимира.

## Биографија
Податке о Стефану даје нам спис Константина Порфирогенита De Administrando Imperio. Био је најмлађи син кнеза Мутимира, сина кнеза Властимира. Имао је двојицу браће: Прибислава и Брана. Рођен је између 870. и 874. године. Поред Гојниковог сина Петра, Стефан је један од првих чланова династије Властимировић који носи хришћанско име, што је поуздан доказ прихватања хришћанске вере у доба владавине византијског цара Василија I.. Порфирогенит Стефана помиње у рату са бугарским царем Борисом Михаилом. Мутимиров отац Властимир је у рату поразио бугарског кана Пресијана (око 840. године). Борис се желео осветити Србима за Пресијанов пораз. Бугари су поново поражени, а Борисов син Владимир је заробљен заједно са дванаест великих бољара. Борис је због тога приморан да склопи мир. Плашећи се да му Срби не поставе заседу, Владимир је тражио да га до границе спроведу деца Мутимира, Борен (Бран) и Стефан. Они га одведоше до Раса где су примили поклоне од Бориса, а сами му узвратише са два роба, два сокола, два пса и осамдесет крзнених хаљетака. Бугаре су ове поклоне касније сматрали данком Мутимира је на престолу наследио најстарији син Прибислав кога је након годину дана збацио Петар Гојниковић. О Стефану нема више података.

## Извори и литература

### Викизворник
- Константин Порфирогенит, „De administrando Imperio“ („О управљању Царством“) (глава 32)